# Natalija Walerjewna Filjowa
Natalija Walerjewna Filjowa (russisch Наталия Валерьевна Филёва, geb. Karatschowa, * 27. November 1963 in Nowosibirsk; † 31. März 2019 bei Erzhausen, Landkreis Darmstadt-Dieburg) war eine russische Geschäftsfrau und als Chairwoman (Vorsitzende der Geschäftsleitung) der CJSC S7 Group Anteilseignerin der russischen Airline S7. 

## Leben
Sie absolvierte ein Studium an der Staatlichen Technischen Universität Nowosibirsk und am Volkswirtschaftsinstitut Nowosibirsk. Ihr Vermögen wurde von Forbes 2018 auf etwa 600 Millionen US-Dollar geschätzt.
Filjowa und ihr Vater kamen am 31. März 2019 bei einem Flugzeugabsturz in Erzhausen bei Frankfurt am Main ums Leben. Sie war mit dem CEO der Airline, Wladislaw Filjow, verheiratet.